# PeerCast
PeerCast é um método de transmissão de áudio via streaming na web capaz de transmitir som sem congestionar sua conexão mesmo que haja muitas pessoas conectadas, por usar meios do serviço P2P (daí o Peer do nome).

## Funcionamento
O sistema funciona da seguinte maneira:
Utiliza-se um computador servidor para transmitir um fluxo de áudio na web utilizando o codificador do PeerCast. O cliente que se conectar para ver e ouvir a transmissão receberá os dados do servidor e também os retransmitirá para outros, gerando assim uma rede em estrela (para mais detalhes sobre redes em estrela, procure sobre topologia de rede).
Desse modo, cada computador cliente também passa a atuar como servidor, distribuindo assim o tráfego que por outros métodos seria todo servido pelo computador responsável pela transmissão streaming.
Porém, há a necessidade de cada cliente baixar um pequeno plugin para poder ouvir o áudio transmitido, porém o custo-benefício é realmente grande, já que pode se transmitir para uma infinidade de pessoas.